# کلود انجیکه برژره
کلود انجیکه-برژره (متولد ۵ ژوئن ۱۹۴۳ در دوالا، کامرون) نوه و دختر مبلغان پروتستان فرانسوی، اِتیِن برژه‌ره و شارل برژه‌ره، است که در نیمه‌ی اول قرن بیستم در منطقه‌ی بامیلِکه در کامرون فعالیت می‌کردند. او بیوه‌ی رئیس چندهمسر بانگنگته، فرانسوا نژیکه پوکام، است. کلود همچنین به‌عنوان یک نویسنده، کشاورز و سازمان‌دهنده‌ی جامعه در نزدیکی فومبات فعالیت دارد.

## زندگی

### دوران کودکی در بامیلِکه
کلود انجیکه-برژهره در ۵ ژوئن ۱۹۴۳ از والدینی فرانسوی در کامرون، آفریقا به دنیا آمد. پدربزرگ او، اِتیِن برژره، از سال ۱۹۱۷ تا ۱۹۲۱ به عنوان یک مبلغ پروتستان در کالدونیای جدید و کامرون فعالیت می‌کرد..
والدین کلود انجیکه-برژره به کامرون اعزام شدند. پدرش، چارلز برژره، پس از ازدواج پدربزرگش اِتیِن برژره با ایوت گیتون در سال ۱۹۳۷، که یک مددکار اجتماعی در فرانسه بود، به کشیشی گمارده شد. این ازدواج و تغییر مسیر شغلی چارلز، تأثیر قابل توجهی بر زندگی خانوادگی و مأموریت مذهبی آن‌ها در کامرون داشت.
کلود ، که از برادرش ژان پیر (متولد ۱۹۳۸) کوچک‌تر بود، در ۵ ژوئن ۱۹۴۳ در بیمارستان اروپایی دوالا به دنیا آمد. هنگامی که او سه ساله بود، والدینش در بامیلِکه ساکن شدند. در آنجا، آن‌ها مدرسه‌ی دولتی مفتوم را تأسیس کردند، جایی که کلود سال‌های اولیه تحصیل خود را در آن گذراند. او در این محیط یاد گرفت که چگونه با مردم محلی زندگی کند و با آن‌ها دوستی برقرار نماید. از طریق معاشرت با جامعه‌ی محلی، او همچنین به زبان محلی  بامیلِکه تسلط یافت. مردم  بامیلِکه متعلق به گروه قومی  بامیلِکه هستند و فون، رئیس رسمی آن‌ها، حدود ۶۰٬۰۰۰ پیرو دارد. این تجربیات اولیه، تأثیر عمیقی بر زندگی و هویت فرهنگی کلود گذاشت.
پدر کلود،  برای مشارکت در آزادی فرانسه طی جنگ جهانی دوم بسیج شد.
کلود در سال ۱۹۴۶، زمانی که خواهرش میریل به دنیا آمد، سه ساله بود. خانواده‌ی برژره پس از جنگ جهانی دوم، دوباره فرانسه را به مقصد کامرون ترک کردند. آن‌ها به بامیلِکه  اعزام شدند، جایی که چارلز برژره جایگزین کشیش دیترله شد. دیترله شش سال پیش از آن، مأموریت مفتوم را در قطعه زمینی که توسط رئیس انجیکه دوم اهدا شده بود، تأسیس کرده بود. آن‌ها مدرسه‌ی مفتوم را ایجاد کردند که در آن زمان تنها برای دختران بود. کلود دوران دبستان خود را در این مدرسه گذراند و در کنار دختران بومی بزرگ شد، بدون اینکه تحت حمایت بیش از حد قرار گیرد. در این محیط، او زبان محلی بامیلِکه را آموخت و با فرهنگ و شیوه‌ی زندگی مردم محلی آشنا شد. این تجربیات، پایه‌های هویت فرهنگی و اجتماعی او را شکل داد.

### زندگی در فرانسه
در سال ۱۹۵۶، زمانی که کلود سیزده ساله بود، والدینش به فرانسه نقل مکان کردند، همان جایی که کلود دبیرستان را به پایان رساند. او با یک فرانسوی ازدواج کرد و صاحب دو فرزند به نام های سرژ در سال ۱۹۶۶ و لوران در سال ۱۹۶۸ شد. او در دانشگاه اکس آن پروونس در رشته جغرافیا تحصیل کرد. زمانی که در اکس آن پروونس  بود در اعتراضات دانشجویی سال ۱۹۶۸ شرکت داشت.

### بازگشت دوباره به کامرون
پس از طلاقش در سال ۱۹۷۲، کلود تصمیم گرفت به کامرون بازگردد. در سال ۱۹۷۴، او قراردادی با همان انجمن مبلغینی که پدرش در آن فعالیت می‌کرد امضا کرد تا به عنوان معلم به کامرون برگردد. در آنجا، او به عنوان مدیر مدرسه‌ی دولتی دخترانه‌ی مفتوم راه والدینش را ادامه داد. در این مدت، او به طور فعال در زندگی اجتماعی محلی مشارکت داشت. 
در سال ۱۹۷۸، کلود با ازدواج با فون (رئیس محلی)، انجیکه پوکام فرانسوا، جنجال‌برانگیز شد، حتی با وجود اینکه او با نزدیک به ۳۰ زن دیگر در یک رابطه‌ی چندهمسری زندگی می‌کرد. از این ازدواج، کلود صاحب دو فرزند شد: سوفیا در سال ۱۹۷۸ و رودولف در سال ۱۹۸۰. 
پس از مرگ انجیکه پوکام فرانسوا (متولد ۱۳ ژوئیه ۱۹۴۶، درگذشته ۷ دسامبر ۱۹۸۷)، کلود قطعه‌ی کوچکی از زمین به دست آورد و زندگی روستایی را در پیش گرفت. این تغییر در سبک زندگی، نشان‌دهنده‌ی تطبیق‌پذیری و مقاومت او در مواجهه با چالش‌های زندگی بود.
کلود با ازدواجش با انجیکه پوکام فرانسوا، رئیس محلی، به چهره‌ای مشهور در منطقه تبدیل شد و به عنوان «رینه بلانش»(ملکه سفید) شناخته می‌شد. به اعتراف خودش، این ازدواج بین یک زن تحصیل‌کرده، پروتستان و سفیدپوست با یک رئیس محلی، موقعیتی منحصر به فرد و جنجال‌برانگیز بود که توجه سراسر کامرون را به خود جلب کرد. این ازدواج نه تنها از نظر فرهنگی و اجتماعی غیرمعمول بود، بلکه نشان‌دهنده‌ی جسارت و استقلال کلود در انتخاب مسیر زندگی خود نیز به شمار می‌رفت.
کلود انجیکه-برژره به عنوان پلی میان ارزش‌های اروپایی و آفریقایی عمل می‌کند. او سیستم آموزشی در مدرسه‌ی مفتوم را با گنجاندن تاریخ محلی بیشتر در برنامه‌های درسی و درک عمیق‌تر از آداب و رسوم محلی، اصلاح کرد. از دهه‌ی ۱۹۷۰، او برای ارائه‌ی تصویری بهتر از آفریقا در فرانسه تلاش کرده و به نوعی لابی‌گری فرهنگی پرداخته است.
در سال ۱۹۹۷، او زندگینامه‌ی خود را با عنوان «اشتیاق آفریقایی من» (شور آفریقایی من) منتشر کرد. سپس در سال ۲۰۰۰، دومین کتابش با عنوان «حکمت دهکده من» به چاپ رسید. کتاب‌های او بینش‌های نادری درباره‌ی آیین‌ها و فرهنگ مردم بامیلِکه ارائه می‌دهند. این کتاب‌ها به زبان آلمانی ترجمه شده‌اند، اما هنوز به انگلیسی ترجمه نشده‌اند. آثار کلود نه تنها به حفظ و ترویج فرهنگ محلی کمک کرده‌اند، بلکه به عنوان پلی برای درک متقابل بین فرهنگ‌های اروپایی و آفریقایی نیز عمل می‌کنند.

## پیشه

### کتاب های نوشته شده
- شور آفریقایی من ، JC Lattès، ۱۹۹۷. Réédition J'ai lu ، شماره ۴۹۰۳، ۲۰۰۰. (۳۸۴ ص).  . زندگی نامه.
- حکمت دهکده‌ی من ، JC Lattès، ۲۰۰۰. (220p.).شابک ‎۲ ۷۰۹۶ ۲۰۷۵ ۸شابک ۲ ۷۰۹۶ ۲۰۷۵ ۸ . زندگی نامه.
- Agis d'un seul cœur, JC Lattès, ۴ فوریه ۲۰۰۹ (۲۵۲ صفحه).شابک ‎۲ ۷۰۹ ۶۲۲۴۳ ۲شابک ۲ ۷۰۹ ۶۲۲۴۳ ۲

### کار کشاورزی
کلود در انکوچاپ  در کنار رودخانه نیون در ۲۰ کیلومتری بانگنگته با خانواده و دوستانش  زندگی میکند. همان جایی که او از یک مزرعه مراقبت می کند.

## لینک های خارجی
- [http://aflit.arts.uwa.edu.au/NjikeBergeret.html صفحه فرانسوی با لینک های بیشتر